# Kurt Wolff Verlag
Le Kurt Wolff Verlag est une maison d'édition allemande active de 1913 à 1930.

## Historique
La maison d'édition est fondée par Kurt Wolff en 1913. Elle se consacre à la publication des auteurs modernes de l'époque. Son catalogue rassemble une grande partie des écrivains expressionnistes de langue allemande. La collection de petits livres Der jüngste Tag publie des textes courts, que ce soit des nouvelles, des poésies où des pièces de théatre.

## Auteurs
Parmi les nombreux auteurs publiés par Kurt Wolff, on compte Franz Kafka, Max Brod, Franz Werfel, Heinrich Mann, Oskar Kokoschka, René Schickele, Gustav Meyrink, Ernst Weiss, Carl Sternheim, Arnold Zweig, Johannes R. Becher, Walter Hasenclever, Carl Hauptmann.